# World League eSport Bundesliga
Die World League eSport Bundesliga ist eine ehemalige deutsche E-Sport-Liga, die der weltweiten Dachmarke World League eSport (WLES) unterstand und der ESBL GmbH angehörte. Viele ehemalige Spieler wechselten zum inoffiziellen Nachfolger, der eSport Bundesliga, die inzwischen ebenfalls eingestellt ist.

## Geschichte

### 1. Saison
Im August 2005 startete die erste Saison der eSportbundesliga (kurz ESBL) in den Disziplinen FIFA 2005, sowie Counter-Strike und Counter-Strike: Source mit einem Preisgeld von 45.825 €. Im April 2006 wurde bekannt gegeben, dass sich die eSport Bundesliga von den Spielen Counter-Strike und Counter-Strike: Source trennt und gleichzeitig die Partnerschaft mit dem Fernsehsender Deutsches Sportfernsehen angekündigt.

### 2. Saison
In der zweiten Saison hat sich die World League eSport auf Sportspiele spezialisiert. In der zweiten Saison wird FIFA 06 gespielt. Es wird ein Preisgeld von 50.000 € an die Spieler der zweiten ESBL-Saison ausgezahlt. Anlässlich der ESBL hat Arcor ein Werksteam mit dem Namen Team Arcor Electric Eleven gegründet. Am 23. August 2006 gab auch Hertha BSC bekannt, dass sie mit Javkhlan Tahery Boeini einen Spieler der World League eSport Bundesliga unter Vertrag genommen haben. Neben Arcor und Hertha BSC stellen auch die zur ITM Technology AG gehörenden Firmen AEG und Hagenuk eigene Werksteams. Die ITM Technology Teams sind in gemeinsamer Kooperation mit The Phone House und ElectronicScout24 gestartet und haben ebenfalls mit dem hagenuk M128 das sogenannte eSports Handy gelauncht. Weitere Werksteams stellen die Unternehmen CineStar und Comunio.

## screen-shot – die eSport Bundesliga
Seit dem 22. August 2006 lief zudem screen-shot – die eSport Bundesliga jeden Dienstag um 17:30 Uhr im DSF. screen-shot war die einzige regelmäßige E-Sport-Sendung im deutschen Free-TV außer den am Wochenende um 22:00 Uhr auf GIGA laufenden E-Sport-Sendungen. Moderiert wurde die Sendung von Jana Ina und Giovanni Zarrella. Die Spiele wurden von Torsten Knippertz kommentiert und Peer Kusmagk interviewte die Spieler nach den Spielen. In der Sendung wurden die Topspiele in Zusammenfassungen gezeigt und die Spieler interviewt.

## Ligastruktur
Die World League eSport Bundesliga hat sich bei ihrer Ligastruktur an der Fußball-Bundesliga orientiert. In jeder Liga nehmen 18 Spieler teil. Die Spiele der 1. Bundesliga werden im CineStar IMAX im Sony Center Berlin ausgetragen.
| Ebene | Liga/Division                                             |
| ----- | --------------------------------------------------------- |
| 1     | 1. Bundesliga (3 Absteiger) (Offline)                     |
| 2     | 2. Bundesliga (3 Absteiger, 3 Aufsteiger) (Online)        |
| 3     | 3. Bundesliga (6 Absteiger, 3 Aufsteiger) (Online)        |
| 4     | Oberliga (6 Absteiger, 6 Aufsteiger) (4-Gleisig / Online) |
| 5     | Kreisklasse (3 Aufsteiger) (8-Gleisig / Online)           |

Neben den fünf Ligen gibt es auch den ESBL-Pokal, der dem DFB-Pokal nachempfunden ist. Am ESBL-Pokal nehmen die Spieler der 1. Bundesliga, 2. Bundesliga, 3. Bundesliga und Oberliga teil. Ab dem Viertelfinale wird der ESBL-Pokal offline ausgetragen.

## Bisherige Sieger

### Saison 08/2006–12/2006

#### FIFA 2006
- 1. Bundesliga: CineStar Blizz (Daniel Beine)
- ESBL-Pokal: Max Schneider

### Testsaison 2005/2006

#### Counter-Strike
- ESBL Masters: Team64 AMD
- 1. Bundesliga: mousesports
- ESBL-Pokal: ID Gaming

#### Counter-Strike: Source
- 1. Bundesliga: Alternate aTTaX

#### FIFA 2006
- 1. Bundesliga: SK|hero
- ESBL-Pokal: SK|sty!a